# 郭大成
郭 大成（クァク・テソン、朝: 곽 대성、英: Kwak Dae-Sung、1973年2月13日- ）は韓国出身の柔道選手。階級は71kg級。

## 人物
嶺南大学校出身。1994年の世界学生で優勝を飾った。1995年の世界選手権では決勝まで進むものの、秀島大介と一進一退の攻防の末に1-2の判定で敗れた。1996年アトランタオリンピックでは決勝で中村兼三と対戦して、先に注意を取ってリードするが後半守りに入って終了3秒前に注意を取られてポイントで並び、判定の結果1-2で敗れてまたも銀メダルに終わった。アジア選手権では2連覇を達成した。

## 主な戦績
- 1991年 - 韓国国際　2位
- 1994年 - 世界学生　優勝
- 1995年 - 世界選手権　2位
- 1995年 - 韓国国際　優勝
- 1996年 - フランス国際　5位
- 1996年 - ドイツ国際　2位
- 1996年 - アトランタオリンピック　2位
- 1996年 - アジア選手権　優勝
- 1997年 - フランス国際　優勝
- 1997年 - オーストリア国際　優勝
- 1997年 - 東アジア大会　優勝
- 1997年 - アジア選手権　優勝
- 1999年 - 韓国国際　優勝(73kg級)